# Chasmias scelestus
Chasmias scelestus là một loài tò vò trong họ Ichneumonidae.